# Пеліпас Юлія Ігорівна
Юлія Пеліпас (нар. 16 липня 1984, Маріуполь, Українська РСР) — український стиліст і fashion-директор Vogue Ukraine. Амбасадор No More Plastic Foundation.

## Життєпис
Юлія Пеліпас народилася 16 липня 1984 року в Маріуполі. Закінчила Київський університет ім. Шевченка.
2002—2006 — працювала журналісткою на телеканалі «Інтер».
2004 року працювала над проектом «Міс СНД» на телеканалі ТЕТ телеведучою й стилістом. Пізніше стала fashion-продюсером проектів Harper's Bazaar, була стилістом в журналах L'Officiel і Harper's Bazaar.
Співпрацювала журналами Vogue Ukraine, Vogue Paris, Vogue Poland, Harper's Bazaar Ukraine, L'Officiel Ukraine, InStyle US.
З 2013 року є fashion-директором в Vogue Ukraine. Також займається консалтингом брендів Pangaia, Ochi, Bevza, Do Do Bar Or та інших.
У січні 2019 року Юлія Пеліпас стала амбасадором фонду No More Plastic Foundation. У березні 2019 року Юлія підтримала інформаційну кампанію #DrawYourValues, комунікаційний проект меморіального центру Голокосту Бабин Яр.
З січня 2020 року Юлія Пеліпас є international contributing fashion-директором в Vogue Ukraine.

## Нагороди
- 2009 — Премія «PinchukArtCentre» «Artprise»[джерело?]
- 2014 — Best Fashion Awards — Натхнення року.[джерело?]
- 2022 ‘Leader of change’ British Fashion Awards[джерело?]